# James McBride
James McBride (1957-) é um escritor, compositor e músico norte-americano vencedor de vários prémios, cujas composições têm sido usadas por uma variedade de outros músicos.
Entre os seus trabalhos conta-se o argumento para o filme Miracle at St. Anna, baseado no livro do mesmo nome também da sua autoria.

## Carreira
James McBride foi um saxofonista profissional durante décadas antes de começar a escrever. O seu primeiro livro, as memórias The Color of Water: A Black Man's Tribute to His White Mother esteve quase 100 semanas na lista de mais vendidos do New York Times; o seu primeiro romance Miracle at St. Anna foi transformado num filme de Spike Lee; a sua última obra de ficção histórica The Good Lord Bird venceu o National Book Award em 2013.

## Obras
- The Color of Water: A Black Man's Tribute to His White Mother (1995)
- Miracle at St. Anna (2002)
- Song Yet Sung (2008)
- The Good Lord Bird (2013)